# Союз художников Чечни
Союз художников Чечни — творческая общественная организация профессиональных художников и искусствоведов Чеченской Республики.

## История
Союз художников Чечено-Ингушской АССР был создан в 1943 году. Первое время среди его членов чеченцев было немного.
Не успев начаться, деятельность Союза была прервана депортацией чеченцев и ингушей. Работа организации возобновилась после реабилитации репрессированных народов и возвращения чеченцев и ингушей на историческую родину в конце 1950-х годов. В ней принимали активное участие художники Шамиль Шамурзаев, Хамзат Дадаев, Дадан Идрисов, Амади Асуханов, Саид-Эмин Эльмирзаев, Харон Исаев, Ильяс Дутаев, Хамур Ахмедов.
Художники республики в тот период работали в стиле соцреализма. Основной тематикой этого направления был труд, люди труда, родные пейзажи.
В 1980-х годах в чеченскую живопись пришли молодые художники: Вахит Заураев, Сайдхусейн Бицираев, Султан Абаев, Леча Абаев, Абу Пашаев, Султан и Замир Юшаевы, Хасан Седиев, Раиса Тесаева.
До военных действий Союзу художников республики принадлежало трёхэтажное здание в Грозном, многочисленные творческие мастерские, художественный фонд, выставочные залы, салон, а также фабрика «Художник», служившая базой для возрождения народных художественных промыслов.
В результате боевых действий значительная часть этой материальной базы была уничтожена. Многие чеченские художники оказались за пределами республики: в Санкт-Петербурге (братья Абаевы — Лечи, Лёма и Султан, Сайдхусейн Бицираев), Германии (братья Замир и Султан Юшаевы), Финляндии (Вахарсолт Балатханов).
В 2014 году в организации состояло 46 художников, в том числе один Заслуженный деятель искусств Российской Федерации, один член-корреспондент Российской академии художественных наук, четыре Народных художника Чечни, два Заслуженных деятеля искусств Чечни и шесть Заслуженных художников Чечни. Среди них — Заслуженный деятель искусств РФ Амади Асуханов, Народный художник Чечни Хамзат Дадаев, Заслуженные художники Чечни Дадан Идрисов, Сайд-Эми Эльмирзаев, Вахид Заураев.
По инициативе и непосредственном участии Союза художников Чечни в музей Ахмат-Хаджи Кадырова были переданы 520 работ художников, представляющих практически все регионы России и ещё 40 работ чеченских мастеров.
Сегодня в чеченскую живопись пришли молодые художники: Фатима Даудова, Рамзан Ижаев, Зарета Муртазалиева, Чингисхан Хасаев, Рустам Сардалов, Рустам Яхиханов.

## Председатели Союза
| # | Ф. И. О.                       | Годы         |
| --- | ------------------------------ | ------------ |
| 1 | А. В. Сальман                  | 1939         |
| 2 | Лысенков, Пётр Лукич           | 1940         |
| 3 | Борщёв, Иосиф Павлович         | 1940-1942    |
| 4 | Конов, Виктор Фёдорович        | 1942         |
| 5 | Сачко, Филипп Николаевич       | 1942         |
| 6 | Бернгард, Эдгар Антонович      | 1942-1943    |
| С конца 1943 года по 20 июля 1944 года из-за приближения линия фронта, эвакуации и оттока кадров работа Союза была приостановлена |                                |              |
| 7 | Конов, Виктор Фёдорович        | 1944         |
| 8 | Новиков, Александр Григорьевич | 1945-1947    |
| 9 | Сачко, Филипп Николаевич       | 1949-?       |
| 10 | Сафронов, Александр Николаевич |              |
| 11 | Гайдукова, Елена Николаевна    | 1953         |
| 12 | Мордовин, Валентин Кириллович  | 1954-1958    |
| 13 | Катков, Герман Петрович        | 1958-1965    |
| 14 | Авсаджанов, Георгий Дмитриевич | 1965-1966    |
| 15 | Сачко, Филипп Николаевич       | 1966-?       |
| 16 | Бекичев, Иван Дмитриевич       | ?-1975       |
| 17 | Мамилов, Руслан Израилович     | 1975-1976    |
| 18 | Ахмедов, Хамур Алимович        | 1976-1987    |
| 19 | Асуханов, Аманди Абасович      | 1987-1988    |
| 20 | Умарсултанов, Вахит Османович  | 1988 - н. в. |